# Julie Rogers
Julie Rogers è un personaggio della serie TV Charlie's Angels, interpretato da Tanya Roberts. Ha partecipato alla quinta stagione.

## Storia
Julie, a differenza delle sue colleghe, non ha studiato in nessuna Accademia di Polizia.
All'inizio della quinta stagione, quando fa la sua prima comparsa nel telefilm, è una delle persone sospettate nel caso a cui Kris, Kelly e Bosley stanno lavorando.
È nata a New York e non ha mai conosciuto suo padre. Sua madre, alcolizzata, muore qualche anno prima che Julie entri nell'Agenzia Townsend. È il primo Angelo ad avere la fedina penale sporca, tanto da essere stata rinchiusa, in gioventù, in un centro correzionale riabilitativo per adolescenti. Dopo sei mesi, viene rilasciata ed affidata in custodia al Tenente Harry Stearns (che compare nei primi due episodi della quinta stagione). Nel frattempo, comincia a frequentare una scuola per modelle e diventa una ragazza-copertina. Viene quindi assunta dall'Agenzia Dale Woodman Modeling e qui scopre un mondo fatto di prostituzione e droga, al quale però lei non cede, grazie anche all'aiuto di Harry. Anzi: Julie aiuterà Harry a indagare all'interno della Woodman, quando il corpo della sua coinquilina - anche lei modella e schiava della droga - verrà ritrovato senza vita. Sarà proprio in questa occasione, inoltre, che Julie entrerà in contatto per la prima volta con Kelly e di conseguenza con l'Agenzia Townsend, che aiuterà Julie a scoprire gli assassini del suo amico Harry. Da lì a poco, Julie otterrà una licenza temporanea come detective che le permetterà di diventare uno degli Angeli di Charlie.
Kelly, Kris, Bosley e Charlie si mostrano sempre molto protettivi nei confronti di Julie, la quale sembra essere molto vulnerabile e ingenua. Talvolta non sa come comportarsi e incasina le cose. Ma alla fine della stagione, Julie ha sicuramente sviluppato una buona dose di sicurezza che la mette alla pari con le colleghe.
Julie ha l'audacia di Sabrina, il sex appeal di Jill, l'innocenza di Kris, lo stile di Tiffany e la grazia di Kelly. Tutti elementi che fanno di lei l'Angelo perfetto.